# Coris flavovittata
Coris flavovittata är en fiskart som först beskrevs av Bennett 1828.  Coris flavovittata ingår i släktet Coris och familjen läppfiskar. IUCN kategoriserar arten globalt som livskraftig. Inga underarter finns listade i Catalogue of Life.